# 엄정주
엄정주(嚴廷柱, 1920년 4월 28일 ~ 2000년 4월 8일)는 대한민국의 정치인이다. 제6대 국회의원을 지냈다.

## 학력
- 일본대학 경제과 졸업

## 경력
- 영월경찰서장
- 한국광업진흥주식회사부참사
- 신신약품주식회사지배인
- 제6대 국회의원(영월군·정선군 / 민주공화당)
- 민주공화당 강원 제5지구당 위원장
- 민주공화당 중앙상임위원

## 역대 선거 결과
|  | 31.19% |

|  | 28.87% |

|  | 27.77% |

|  | 38.56% |